# Restwälder bei Rhinow
Restwälder bei Rhinow este o arie protejată (arie specială de conservare — SAC, sit de importanță comunitară — SCI) din Germania întinsă pe o suprafață de 20,3 ha, integral pe uscat.

## Localizare
Centrul sitului Restwälder bei Rhinow este situat la coordonatele 52°47′25″N 12°16′30″E / 52.7903°N 12.275°E.

## Înființare
Situl Restwälder bei Rhinow a fost declarat sit de importanță comunitară în septembrie 2000 pentru a proteja un număr necunoscut de specii din flora spontană și fauna sălbatică aflate în arealul zonei. Situl a fost protejat și ca arie specială de conservare în februarie 2017.

## Biodiversitate
Situată în ecoregiunea continentală, aria protejată conține 1 habitat natural: Păduri mixte riverane de Quercus robur, Ulmus laevis și Ulmus minor, Fraxinus excelsior sau Fraxinus angustifolia, de-a lungul marilor râuri (Ulmenion minoris).
La baza desemnării sitului se află un număr nedeclarat de specii protejate.